# Ligue des champions masculine de l'EHF 2008-2009
Navigation
Ligue des champions 2007-2008 Ligue des champions 2009-2010
La saison 2008-2009 de la Ligue des champions masculine de l'EHF est la 49e édition de la compétition, anciennement Coupe d'Europe des clubs champions. Organisée par l'EHF, elle met aux prises 40 équipes européennes.
Cette édition a vu le BM Ciudad Real remporter son troisième titre aux dépens du THW Kiel et conserve ainsi son titre qu'il avait remporté la saison précédente.

## Présentation

### Formule
Huit équipes se sont qualifiées par le biais d'un tour qualificatif au début du mois de septembre et ont rejoint les 24 déjà qualifiées en fonction du classement de leur pays réalisé à partir des performances des années précédentes. Les 32 équipes ont été réparties dans huit groupes de quatre, où elles disputeront un championnat à 6 journées. Les deux premiers de chaque groupe seront qualifiés pour le tour principal.
Donc, les 16 équipes qualifiées sont réparties dans quatre groupes de quatre, dans lesquelles les deux premières équipes sont qualifiées pour les quarts de finale en match aller et retour, dont les vainqueurs s’affronteront en demi-finales en match aller et retour et enfin les deux équipes qualifiées pour la finale s’affrontent, là aussi, en match aller et retour.

### Participants
Un total de 40 équipes provenant de 30 fédérations membres de l'EHF participent à la Ligue des champions 2008‑2009 : 
- 24 équipes sont directement qualifiées pour le tour préliminaire ;
- 16 équipes doivent passer par le Tour de qualification (8 places pour le tour préliminaire) ;
- 2 équipes ont renoncé à leur place qualificative.

| Rang                   | Championnat  | Place(s) | Équipe(s)                | Statut | Répartition           |
| ---------------------- | ------------ | -------- | ------------------------ | ------ | --------------------- |
| 1                      | Espagne      | 3        | BM Ciudad Real           | 1er    | Tour préliminaire     |
| 1                      | Espagne      | 3        | FC Barcelone             | 2e     | Tour préliminaire     |
| 1                      | Espagne      | 3        | CB Ademar León           | 3e     | Tour préliminaire     |
| 1                      | Espagne      | WC       | Portland San Antonio     | 4e     | Tour préliminaire     |
| 2                      | Allemagne    | 3        | THW Kiel                 | 1er    | Tour préliminaire     |
| 2                      | Allemagne    | 3        | SG Flensburg-Handewitt   | 2e     | Tour préliminaire     |
| 2                      | Allemagne    | 3        | HSV Hambourg             | 3e     | Tour préliminaire     |
| 2                      | Allemagne    | WC       | Rhein-Neckar Löwen       | 4e     | Tour de qualification |
| 3                      | France       | 2        | Montpellier AHB          | 1er    | Tour préliminaire     |
| 3                      | France       | 2        | Chambéry Savoie HB       | 2e     | Tour préliminaire     |
| 4                      | Danemark     | 2        | FC Copenhague            | 1er    | Tour préliminaire     |
| 4                      | Danemark     | 2        | GOG Svendborg TGI        | 2e     | Tour préliminaire     |
| 5                      | Slovénie     | 2        | RK Celje                 | 1er    | Tour préliminaire     |
| 5                      | Slovénie     | 2        | Cimos Koper              | 2e     | Tour préliminaire     |
| 6                      | Hongrie      | 2        | Veszprém KSE             | 1er    | Tour préliminaire     |
| 6                      | Hongrie      | 2        | SC Pick Szeged           | 2e     | Tour préliminaire     |
| 7                      | Russie       | 1        | Medvedi Tchekhov         | 1er    | Tour préliminaire     |
| 8                      | Croatie      | 1        | RK Zagreb                | 1er    | Tour préliminaire     |
| 9                      | Suisse       | 1        | ZMC Amicitia Zurich      | 1er    | Tour préliminaire     |
| 10                     | Roumanie     | 1        | Steaua Bucarest          | 1er    | Tour de qualification |
| 11                     | Bosnie-Herz. | 1        | RK Bosna Sarajevo        | 1er    | Tour préliminaire     |
| 12                     | Ukraine      | 1        | ZTR Zaporijjia           | 1er    | Tour préliminaire     |
| 13                     | Suède        | 1        | Hammarby IF              | 1er    | Tour préliminaire     |
| 14                     | Macédoine    | 1        | RK Metalurg Skopje       | 1er    | Tour de qualification |
| 15                     | Pologne      | 1        | Wisła Płock              | 1er    | Tour préliminaire     |
| 16                     | Monténégro   | 1        | RK Berane                | 1er    | Non retenu            |
| 17                     | Norvège      | 1        | Drammen HK               | 1er    | Tour préliminaire     |
| 18                     | Portugal     | 1        | Benfica Lisbonne         | 1er    | Tour de qualification |
| 19                     | Autriche     | 1        | A1 Bregenz               | 1er    | Tour de qualification |
| 20                     | Serbie       | 1        | Étoile rouge de Belgrade | 1er    | Tour de qualification |
| 21                     | Italie       | 1        | Handball Casarano        | 1er    | Tour de qualification |
| 22                     | Slovaquie    | 1        | HT Tatran Prešov         | 1er    | Tour préliminaire     |
| 23                     | Grèce        | 1        | AC Doukas                | 1er    | Tour de qualification |
| 24                     | Islande      | 1        | Haukar Hafnarfjörður     | 1er    | Tour de qualification |
| 25                     | Rép. tchèque | 1        | HC Baník Karviná         | 1er    | Non retenu            |
| 26                     | Lituanie     | 1        | Granitas Kaunas          | 1er    | Tour de qualification |
| 27                     | Turquie      | 1        | Izmir BSB SK             | 1er    | Tour de qualification |
| 28                     | Estonie      | 1        | Põlva Serviti            | 1er    | Tour de qualification |
| 29                     | Biélorussie  | 1        | HC Meshkov Brest         | 1er    | Tour de qualification |
| 30                     | Belgique     | 1        | KV Sasja HC Hoboken      | 1er    | Tour de qualification |
| 31                     | Luxembourg   | 1        | HB Dudelange             | 1er    | Tour de qualification |
| 32                     | Chypre       | 1        | Collège de Chypre        | 1er    | Tour de qualification |
| 33 à 46 : aucune place |              |          |                          |        |                       |

## Tour de qualification
Les seize équipes sont tours championnes de leur pays hormis le club allemands du Rhein-Neckar Löwen qui est quatrième de son dernier championnat.
Sur les seize clubs, seuls huit rejoindrons les vingt-quatre autres en phase de groupe, les matchs aller se sont disputés le 6 ou le 7 septembre et les matchs retour, le 13 ou le 14 septembre.
| Équipe                   | Aller   | Total    | Retour  | Équipe               |
| ------------------------ | ------- | -------- | ------- | -------------------- |
| HC Granitas Kaunas       | 27 – 27 | 59 – 59¹ | 32 – 32 | HC Meshkov Brest     |
| AC Doukas                | 35 – 23 | 54 – 49  | 19 – 26 | Pölva Serviti        |
| Izmir BSB SK             | 29 – 33 | 60 – 67  | 31 – 34 | RK Metalurg Skopje   |
| Étoile rouge de Belgrade | 26 – 21 | 51 – 48  | 25 – 27 | Handball Casarano    |
| Steaua Bucarest          | 38 – 25 | 74 – 56  | 36 – 31 | KV Sasja HC Hoboken  |
| Collège de Chypre        | 30 – 31 | 60 – 65  | 30 – 34 | Haukar Hafnarfjörður |
| Benfica Lisbonne         | 38 – 34 | 66 – 69  | 28 – 35 | A1 Bregenz           |
| HB Dudelange             | 16 – 41 | 31 – 87  | 15 – 46 | Rhein-Neckar Löwen   |

¹ Le HC Granitas Kaunas est qualifié aux dépens du HC Meshkov Brest selon la règle du nombre de buts marqués à l'extérieur (32 contre 27).

## Tour préliminaire

### Composition des chapeaux
Le tirage au sort a eu lieu le 4 juillet 2008 à Vienne, en Autriche :
| Chapeau 1        | Chapeau 2              | Chapeau 3            | Chapeau 4                |
| ---------------- | ---------------------- | -------------------- | ------------------------ |
| BM Ciudad Real   | FC Barcelone           | Portland San Antonio | Rhein-Neckar Löwen       |
| THW Kiel         | SG Flensburg-Handewitt | ZMC Amicitia Zurich  | Steaua Bucarest          |
| Veszprém KSE     | SC Pick Szeged         | ZTR Zaporijjia       | RK Metalurg Skopje       |
| Montpellier AHB  | Chambéry Savoie HB     | Wisła Płock          | A1 Bregenz               |
| RK Celje         | RK Cimos Koper         | Hammarby IF Handboll | Haukar Hafnarfjörður     |
| FC Copenhague    | GOG Svendborg TGI      | RK Bosna Sarajevo    | AC Doukas                |
| Medvedi Tchekhov | CB Ademar León         | HT Tatran Prešov     | Étoile rouge de Belgrade |
| RK Zagreb        | HSV Hambourg           | Drammen HK           | HC Granitas Kaunas       |

### Légende
| Légende pour le classement - Qualification pour le Tour principal - Reversé en 1/8 de finale de la Coupe des coupes - Éliminé | Légende pour les scores - Équipe à domicile victorieuse - Match nul - Équipe à l'extérieur victorieuse |

### Groupe A
|   | Équipe               | Pts | J | G | N | P | Bp  | Bc  | Diff |  | Résultats (dom.\ext.) |       |       |       |       |
| - | -------------------- | --- | - | - | - | - | --- | --- | ---- |  | --------------------- | ----- | ----- | ----- | ----- |
| 1 | Chambéry Savoie HB   | 10  | 6 | 5 | 0 | 1 | 200 | 155 | 45   |  | Chambéry Savoie HB    |       | 37-30 | 31-18 | 34-21 |
| 2 | RK Celje             | 8   | 6 | 4 | 0 | 2 | 202 | 166 | 36   |  | RK Celje              | 25-32 |       | 35-22 | 44-27 |
| 3 | Hammarby IF Handboll | 6   | 6 | 3 | 0 | 3 | 158 | 176 | -18  |  | Hammarby IF Handboll  | 29-24 | 27-31 |       | 31-27 |
| 4 | HC Granitas Kaunas   | 0   | 6 | 0 | 0 | 6 | 156 | 219 | -63  |  | HC Granitas Kaunas    | 32-42 | 21-37 | 28-31 |       |

### Groupe B
|   | Équipe            | Pts | J | G | N | P | Bp  | Bc  | Diff |  | Résultats (dom.\ext.) |       |       |       |       |
| - | ----------------- | --- | - | - | - | - | --- | --- | ---- |  | --------------------- | ----- | ----- | ----- | ----- |
| 1 | BM Ciudad Real    | 12  | 6 | 6 | 0 | 0 | 228 | 135 | 93   |  | BM Ciudad Real        |       | 37-26 | 40-24 | 41-19 |
| 2 | GOG Svendborg TGI | 6   | 6 | 3 | 0 | 3 | 176 | 173 | 3    |  | GOG Svendborg TGI     | 24-34 |       | 30-26 | 29-21 |
| 3 | RK Bosna Sarajevo | 4   | 6 | 2 | 1 | 3 | 157 | 172 | -15  |  | RK Bosna Sarajevo     | 21-34 | 32-26 |       | 34-22 |
| 4 | AC Doukas         | 1   | 6 | 0 | 1 | 5 | 176 | 207 | -31  |  | AC Doukas             | 21-42 | 23-41 | 20-20 |       |

### Groupe C
|   | Équipe             | Pts | J | G | N | P | Bp  | Bc  | Diff |  | Résultats (dom.\ext.) |       |       |       |       |
| - | ------------------ | --- | - | - | - | - | --- | --- | ---- |  | --------------------- | ----- | ----- | ----- | ----- |
| 1 | THW Kiel           | 12  | 6 | 6 | 0 | 0 | 210 | 164 | 46   |  | THW Kiel              |       | 33-26 | 37-29 | 40-28 |
| 2 | FC Barcelone       | 8   | 6 | 4 | 0 | 2 | 179 | 156 | 23   |  | FC Barcelone          | 27-31 |       | 30-19 | 38-27 |
| 3 | RK Metalurg Skopje | 4   | 6 | 2 | 0 | 4 | 157 | 172 | -15  |  | RK Metalurg Skopje    | 25-30 | 22-29 |       | 37-30 |
| 4 | Drammen HK         | 0   | 6 | 0 | 0 | 6 | 154 | 208 | -54  |  | Drammen HK            | 29-39 | 24-29 | 16-25 |       |

### Groupe D
|   | Équipe                   | Pts | J | G | N | P | Bp  | Bc  | Diff |  | Résultats (dom.\ext.)    |       |       |       |       |
| - | ------------------------ | --- | - | - | - | - | --- | --- | ---- |  | ------------------------ | ----- | ----- | ----- | ----- |
| 1 | HSV Hambourg             | 12  | 6 | 6 | 0 | 0 | 204 | 153 | 51   |  | HSV Hambourg             |       | 29-27 | 32-20 | 36-27 |
| 2 | FC Copenhague            | 8   | 6 | 4 | 0 | 2 | 196 | 171 | 25   |  | FC Copenhague            | 31-34 |       | 33-29 | 38-22 |
| 3 | HT Tatran Prešov         | 4   | 6 | 2 | 0 | 4 | 165 | 183 | -18  |  | HT Tatran Prešov         | 26-35 | 32-33 |       | 27-23 |
| 4 | Étoile rouge de Belgrade | 0   | 6 | 0 | 0 | 6 | 146 | 204 | -58  |  | Étoile rouge de Belgrade | 22-38 | 25-34 | 27-31 |       |

### Groupe E
|   | Équipe               | Pts | J | G | N | P | Bp  | Bc  | Diff |  | Résultats (dom.\ext.) |       |       |       |       |
| - | -------------------- | --- | - | - | - | - | --- | --- | ---- |  | --------------------- | ----- | ----- | ----- | ----- |
| 1 | Medvedi Tchekhov     | 8   | 6 | 4 | 0 | 2 | 191 | 172 | 19   |  | Medvedi Tchekhov      |       | 34-26 | 28-21 | 35-30 |
| 2 | Portland San Antonio | 8   | 6 | 4 | 0 | 2 | 186 | 179 | 7    |  | Portland San Antonio  | 33-27 |       | 38-30 | 31-29 |
| 3 | Steaua Bucarest      | 6   | 6 | 3 | 0 | 3 | 171 | 182 | -11  |  | Steaua Bucarest       | 34-32 | 28-29 |       | 28-26 |
| 4 | RK Cimos Koper       | 2   | 6 | 1 | 0 | 5 | 173 | 188 | -15  |  | RK Cimos Koper        | 28-35 | 31-29 | 29-30 |       |

### Groupe F
|   | Équipe                 | Pts | J | G | N | P | Bp  | Bc  | Diff |  | Résultats (dom.\ext.)  |       |       |       |       |
| - | ---------------------- | --- | - | - | - | - | --- | --- | ---- |  | ---------------------- | ----- | ----- | ----- | ----- |
| 1 | SG Flensburg-Handewitt | 10  | 6 | 5 | 0 | 1 | 195 | 158 | 37   |  | SG Flensburg-Handewitt |       | 32-29 | 35-29 | 38-20 |
| 2 | Veszprém KSE           | 8   | 6 | 4 | 0 | 2 | 183 | 159 | 24   |  | Veszprém KSE           | 29-28 |       | 34-25 | 33-22 |
| 3 | Haukar Hafnarfjörður   | 4   | 6 | 2 | 0 | 4 | 147 | 181 | -34  |  | Haukar Hafnarfjörður   | 25-35 | 27-26 |       | 26-25 |
| 4 | ZTR Zaporijjia         | 2   | 6 | 1 | 0 | 5 | 144 | 171 | -27  |  | ZTR Zaporijjia         | 26-27 | 25-32 | 26-15 |       |

### Groupe G
|   | Équipe              | Pts | J | G | N | P | Bp  | Bc  | Diff |  | Résultats (dom.\ext.) |       |       |       |       |
| - | ------------------- | --- | - | - | - | - | --- | --- | ---- |  | --------------------- | ----- | ----- | ----- | ----- |
| 1 | CB Ademar León      | 9   | 6 | 4 | 1 | 1 | 198 | 177 | 21   |  | CB Ademar León        |       | 25-21 | 39-33 | 37-26 |
| 2 | Montpellier AHB     | 9   | 6 | 4 | 1 | 1 | 196 | 176 | 20   |  | Montpellier AHB       | 34-34 |       | 36-29 | 43-29 |
| 3 | ZMC Amicitia Zurich | 5   | 6 | 2 | 1 | 3 | 185 | 185 | 0    |  | ZMC Amicitia Zurich   | 33-29 | 27-28 |       | 35-25 |
| 4 | A1 Bregenz          | 1   | 6 | 0 | 1 | 5 | 170 | 211 | -41  |  | A1 Bregenz            | 30-34 | 32-34 | 28-28 |       |

### Groupe H
|   | Équipe             | Pts | J | G | N | P | Bp  | Bc  | Diff |  | Résultats (dom.\ext.) |       |       |       |       |
| - | ------------------ | --- | - | - | - | - | --- | --- | ---- |  | --------------------- | ----- | ----- | ----- | ----- |
| 1 | Rhein-Neckar Löwen | 10  | 6 | 4 | 2 | 0 | 198 | 160 | 38   |  | Rhein-Neckar Löwen    |       | 27-27 | 35-28 | 38-25 |
| 2 | RK Zagreb          | 10  | 4 | 6 | 2 | 0 | 186 | 156 | 30   |  | RK Zagreb             | 33-33 |       | 29-25 | 34-17 |
| 3 | SC Pick Szeged     | 4   | 6 | 2 | 0 | 4 | 159 | 161 | -2   |  | SC Pick Szeged        | 24-28 | 30-36 |       | 26-16 |
| 4 | Wisła Płock        | 0   | 6 | 0 | 0 | 6 | 121 | 188 | -67  |  | Wisła Płock           | 23-37 | 24-27 | 16-26 |       |

## Tour principal
| \| Kiel Flensbourg Mannheim Hambourg Barcelone Copenhague Veszprém Celje Montpellier Tchekhov Ciudad Real León Chambéry Zagreb Pampelune Gudme \| Localisation des équipes en phase finale. |
| Kiel Flensbourg Mannheim Hambourg Barcelone Copenhague Veszprém Celje Montpellier Tchekhov Ciudad Real León Chambéry Zagreb Pampelune Gudme                                                 |

### Qualification et tirage au sort
Les huit premiers et les huit deuxièmes participent au tour principal. Ces seize équipes sont réparties en quatre groupes de quatre dans lesquels on trouve deux équipes de chaque chapeau.

### Composition des chapeaux
Les chapeaux sont réalisés simplement en prenant le classement des seize équipes dans leur groupe respectif.
Le tirage au sort a lieu le 25 novembre 2008 à Vienne, en Autriche.
| Chapeau 1              | Chapeau 2            |
| ---------------------- | -------------------- |
| Chambéry Savoie HB     | RK Celje             |
| BM Ciudad Real         | GOG Svendborg TGI    |
| THW Kiel               | FC Barcelone         |
| HSV Hambourg           | FC Copenhague        |
| Medvedi Tchekhov       | Portland San Antonio |
| SG Flensburg-Handewitt | Veszprém KSE         |
| CB Ademar León         | Montpellier AHB      |
| Rhein-Neckar Löwen     | RK Zagreb            |

### Légende
| Légende pour le classement - Qualification pour les quarts de finale - Éliminé | Légende pour les scores - Équipe à domicile victorieuse - Match nul - Équipe à l'extérieur victorieuse |

### Groupe A
|   | Équipe               | Pts | J | G | N | P | Bp  | Bc  | Diff | Dép |  | Résultats (dom.\ext.) |       |       |       |       |
| - | -------------------- | --- | - | - | - | - | --- | --- | ---- | --- |  | --------------------- | ----- | ----- | ----- | ----- |
| 1 | HSV Hambourg         | 10  | 6 | 5 | 0 | 1 | 185 | 169 | 16   | /   |  | HSV Hambourg          |       | 32-31 | 34-23 | 29-27 |
| 2 | Medvedi Tchekhov     | 6   | 6 | 3 | 0 | 3 | 196 | 190 | 6    | +2  |  | Medvedi Tchekhov      | 30-32 |       | 34-26 | 37-34 |
| 3 | Portland San Antonio | 6   | 6 | 3 | 0 | 3 | 174 | 174 | 0    | -2  |  | Portland San Antonio  | 27-24 | 33-27 |       | 38-27 |
| 4 | FC Copenhague        | 0   | 6 | 1 | 0 | 5 | 180 | 202 | -22  | /   |  | FC Copenhague         | 31-34 | 33-37 | 28-27 |       |

### Groupe B
Chambéry Savoie HB termine troisième selon la règle de la différence de but particulière.
|   | Équipe             | Pts | J | G | N | P | Bp  | Bc  | Diff | Dép |  | Résultats (dom.\ext.) |       |       |       |       |
| - | ------------------ | --- | - | - | - | - | --- | --- | ---- | --- |  | --------------------- | ----- | ----- | ----- | ----- |
| 1 | Rhein-Neckar Löwen | 8   | 6 | 3 | 2 | 1 | 188 | 164 | 24   | +13 |  | Rhein-Neckar Löwen    |       | 27-27 | 40-25 | 31-26 |
| 2 | RK Zagreb          | 8   | 6 | 3 | 2 | 1 | 176 | 158 | 18   | +2  |  | RK Zagreb             | 33-33 |       | 30-32 | 31-18 |
| 3 | Chambéry Savoie HB | 8   | 6 | 4 | 0 | 2 | 177 | 178 | -1   | -15 |  | Chambéry Savoie HB    | 25-23 | 23-26 |       | 37-30 |
| 4 | RK Celje           | 0   | 6 | 0 | 0 | 6 | 149 | 190 | -41  | /   |  | RK Celje              | 28-34 | 22-25 | 25-32 |       |

### Groupe C
|   | Équipe                 | Pts | J | G | N | P | Bp  | Bc  | Diff |  | Résultats (dom.\ext.)  |       |       |       |       |
| - | ---------------------- | --- | - | - | - | - | --- | --- | ---- |  | ---------------------- | ----- | ----- | ----- | ----- |
| 1 | Veszprém KSE           | 8   | 6 | 4 | 0 | 2 | 170 | 163 | 7    |  | Veszprém KSE           |       | 29-28 | 28-26 | 22-23 |
| 2 | SG Flensburg Handewitt | 6   | 6 | 3 | 0 | 3 | 170 | 172 | -2   |  | SG Flensburg Handewitt | 32-29 |       | 31-26 | 22-21 |
| 3 | CB Ademar León         | 5   | 6 | 2 | 1 | 3 | 177 | 178 | -1   |  | CB Ademar León         | 30-32 | 36-32 |       | 25-21 |
| 4 | Montpellier AHB        | 5   | 6 | 2 | 1 | 3 | 154 | 158 | -4   |  | Montpellier AHB        | 24-30 | 31-25 | 34-34 |       |

### Groupe D
|   | Équipe            | Pts | J | G | N | P | Bp  | Bc  | Diff |  | Résultats (dom.\ext.) |       |       |       |       |
| - | ----------------- | --- | - | - | - | - | --- | --- | ---- |  | --------------------- | ----- | ----- | ----- | ----- |
| 1 | THW Kiel          | 10  | 6 | 5 | 0 | 1 | 210 | 174 | 36   |  | THW Kiel              |       | 33-26 | 33-26 | 37-29 |
| 2 | BM Ciudad Real    | 10  | 6 | 5 | 0 | 1 | 195 | 173 | 22   |  | BM Ciudad Real        | 35-33 |       | 32-29 | 37-26 |
| 3 | FC Barcelone      | 4   | 6 | 2 | 0 | 4 | 181 | 183 | -2   |  | FC Barcelone          | 31-37 | 28-31 |       | 36-27 |
| 4 | GOG Svendborg TGI | 0   | 6 | 0 | 0 | 6 | 166 | 222 | -56  |  | GOG Svendborg TGI     | 31-43 | 24-34 | 29-35 |       |

## Phase finale

### Quarts de finale
Les quatre premiers ainsi que les quatre deuxième de chaque groupe participent à la phase finale, qui débute par les quarts de finale. Les équipes se trouvant dans le Chapeau 1 tomberont face aux équipes du Chapeau 2 et à notez que celle-ci reçoivent au match aller.
Composition des chapeaux
Les chapeaux sont réalisés simplement en prenant le classement des seize équipes dans leur groupe respectif.
Le tirage au sort a lieu le 9 mars 2009 à Vienne, en Autriche.
| Chapeau 1          | Chapeau 2              |
| ------------------ | ---------------------- |
| HSV Hambourg       | Medvedi Tchekhov       |
| Rhein-Neckar Löwen | RK Zagreb              |
| Veszprém KSE       | BM Ciudad Real         |
| THW Kiel           | SG Flensburg-Handewitt |

Résultats
| Équipe 1               | Équipe 2           | Aller        | Retour       | Total   |
| ---------------------- | ------------------ | ------------ | ------------ | ------- |
| RK Zagreb              | THW Kiel           | 29 mars 2009 | 4 avril 2009 | 55 – 59 |
| RK Zagreb              | THW Kiel           | 28 – 28      | 27 – 31      | 55 – 59 |
| BM Ciudad Real         | Veszprém KSE       | 29 mars 2009 | 4 avril 2009 | 58 – 56 |
| BM Ciudad Real         | Veszprém KSE       | 29 – 24      | 29 – 32      | 58 – 56 |
| SG Flensburg-Handewitt | HSV Hambourg       | 25 mars 2009 | 3 avril 2009 | 56 – 57 |
| SG Flensburg-Handewitt | HSV Hambourg       | 25 – 28      | 31 – 29      | 56 – 57 |
| Medvedi Tchekhov       | Rhein-Neckar Löwen | 28 mars 2009 | 5 avril 2009 | 61 – 67 |
| Medvedi Tchekhov       | Rhein-Neckar Löwen | 33 – 31      | 28 – 36      | 61 – 67 |

### Demi-finales
| Équipe 1     | Équipe 2           | Aller         | Retour        | Total   |
| ------------ | ------------------ | ------------- | ------------- | ------- |
| HSV Hambourg | BM Ciudad Real     | 25 avril 2009 | 2 mai 2009    | 60 – 63 |
| HSV Hambourg | BM Ciudad Real     | 29 – 30       | 31 – 33       | 60 – 63 |
| THW Kiel     | Rhein-Neckar Löwen | 26 avril 2009 | 30 avril 2009 | 67 – 54 |
| THW Kiel     | Rhein-Neckar Löwen | 37 – 23       | 30 – 31       | 67 – 54 |

### Finale
Le club espagnol du Club Balonmano Ciudad Real conserve son titre en s'imposant 67 à 66 face au club allemand de THW Kiel.
Match aller
| 24 mai 2009 20 h 00 | THW Kiel                     | 39 – 34   | BM Ciudad Real     | Sparkassen-Arena, Kiel Affluence : 10 300 Arbitrage : Olesen, Pedersen |
| 24 mai 2009 20 h 00 | Filip Jícha, Vid Kavtičnik 9 | (18 – 12) | Jérôme Fernandez 8 | Sparkassen-Arena, Kiel Affluence : 10 300 Arbitrage : Olesen, Pedersen |
| 24 mai 2009 20 h 00 | ×3 ×5 ×1                     | Rapport   | ×2 ×5              | Sparkassen-Arena, Kiel Affluence : 10 300 Arbitrage : Olesen, Pedersen |

- THW Kiel : Omeyer, Martini – Jicha (9), Kavtičnik (9), Karabatic   (7), Anic (4), Lundström (3), Ahlm      (2), Lövgren (2), Zeitz (2), Andersson  (1), Klein, Lund .
- BM Ciudad Real : Hombrados, Šterbik – Fernandez (8), Abalo   (7), Källman  (7), Stefánsson (6), Rodríguez   (2), Rutenka   (2), Entrerríos (1), Uríos (1), Dinart , García Parrondo, Metličić, Morros.

Match retour
| 31 mai 2009 20 h 00 | BM Ciudad Real      | 33 – 27   | THW Kiel                          | Quijote Arena, Ciudad Real Affluence : 5 200 Arbitrage : Visekruna, Stanojevic |
| 31 mai 2009 20 h 00 | Ólafur Stefánsson 8 | (13 – 14) | Nikola Karabatic, Vid Kavtičnik 7 | Quijote Arena, Ciudad Real Affluence : 5 200 Arbitrage : Visekruna, Stanojevic |
| 31 mai 2009 20 h 00 | ×3                  | Rapport   | ×3 ×2                             | Quijote Arena, Ciudad Real Affluence : 5 200 Arbitrage : Visekruna, Stanojevic |

- BM Ciudad Real : Hombrados, Šterbik – Stefánsson (8), Abalo  (5), Fernandez (4), Källman  (4), Rodríguez  (4), Rutenka (4), Morros (2), Metličić   (1), Zorman  (1), Dinart, Entrerríos, García Parrondo.
- THW Kiel : Omeyer, Martini – Karabatic  (7), Kavtičnik  (7), Andersson  (4), Lundström (4), Ahlm  (3), Jícha  (1), Lövgren (1), Anic, Klein, Lund, Wessig, Zeitz .

## Le champion d'Europe
| Champion d'Europe - Ligue des Champions 2008-2009 BM Ciudad Real 3e titre |

## Statistiques
| Rang | Joueur                  | Club                   | Buts |
| ---- | ----------------------- | ---------------------- | ---- |
| 1    | Filip Jícha             | THW Kiel               | 99   |
| 2    | Kiril Lazarov           | RK Zagreb              | 93   |
| 3    | Marko Vujin             | Veszprém KSE           | 89   |
| 4    | Vid Kavtičnik           | THW Kiel               | 84   |
| 5    | Guðjón Valur Sigurðsson | Rhein-Neckar Löwen     | 76   |
| 6    | Jan Filip               | Rhein-Neckar Löwen     | 75   |
| 7    | Jonas Källman           | BM Ciudad Real         | 74   |
| 8    | Lars Christiansen       | SG Flensburg-Handewitt | 73   |
| 9    | Mariusz Jurasik         | Rhein-Neckar Löwen     | 72   |
| 10   | Fredrik Petersen        | GOG Svendborg TGI      | 70   |